# Deep Space 1

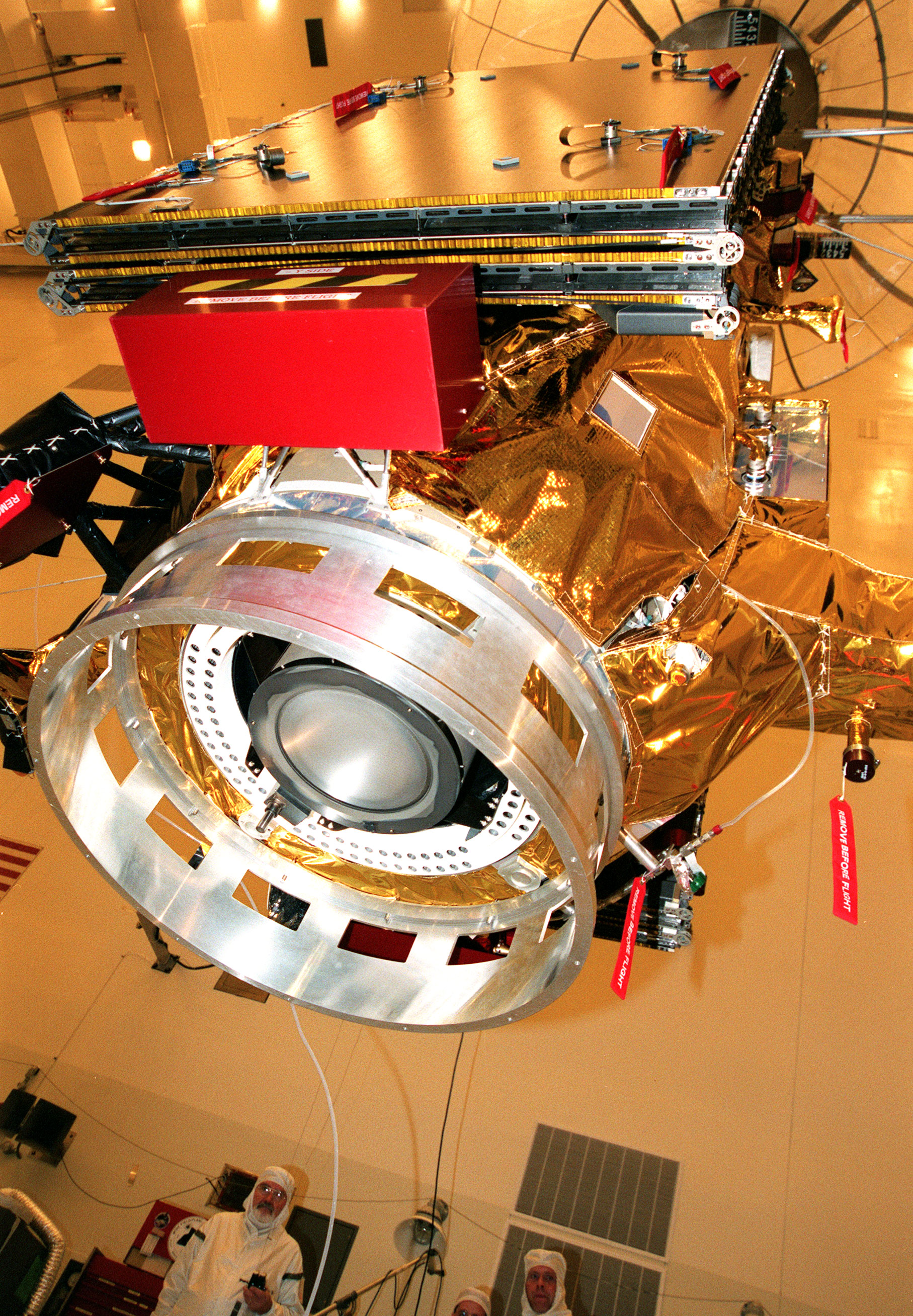
Sonda w laboratorium, widok od strony silnika jonowego

Deep Space 1 – bezzałogowa sonda kosmiczna należąca do serii sond Deep Space, wystrzelona 24 października 1998 za pomocą rakiety Delta II. Stanowiła część programu kosmicznego NASA o nazwie New Millennium Program. Głównym celem misji było przetestowanie 12 zaawansowanych technologii, które miały obniżyć koszt i podwyższyć bezpieczeństwo przyszłych misji w kosmosie.

## Rezultaty
Przetestowano między innymi następujące technologie:
- silnik jonowy jako główny napęd,
- autonav – samodzielny system nawigacyjny,
- Remote agent – oprogramowanie nadzorujące sondę wyposażone w sztuczną inteligencję,
- pierwszy przypadek wykorzystania języka Common Lisp do sterowania statkiem kosmicznym.

Silnik jonowy zepsuł się już po czterech minutach od uruchomienia (sonda DS1 przez pierwsze dwa tygodnie od wystrzelenia dryfowała w kosmosie w trakcie przygotowywania jej do startu), ale później udało się go ponownie uruchomić i działał nienagannie do końca misji. Działanie systemu Autonav wymagało tylko minimalnych korekt ze strony obsługi naziemnej. Awaria systemu orientacji wymagała przeprogramowania sondy, która później używała do celów orientacji własnej kamery.
Sonda Deep Space 1 dokonała także innych znaczących osiągnięć:
- 29 lipca 1999 przeleciała w odległości około 26 km od planetoidy (9969) Braille
- 22 września 2001 przeleciała koło komety Borrely'ego w odległości 2171 km od jej jądra

Szczególnie przelot koło komety Borelly'ego był wielkim sukcesem i dostarczył bardzo dokładnych zdjęć tego ciała niebieskiego.
Sonda zakończyła swą misję 18 grudnia 2001, kiedy zostało wysłane polecenie wyłączenia silnika jonowego, ale urządzenie miało oczekiwać na rozkazy z Ziemi. W 2002 nie udało się jednak nawiązać z nim kontaktu.

## Dane
- masa całkowita sondy: 486,3 kg (z paliwem)
- masa paliwa: hydrazyna 31,1 kg, ksenon 81,5 kg
- koszt całkowity misji: 152,3 milionów dolarów
- koszt projektowania: 94,8 milionów dolarów
- miejsce startu: Cape Canaveral Air Force Station na Florydzie
- maksymalna moc: 2500 W (z czego 2100 W zasilało silnik jonowy)
- szef projektu: dr Marc Rayman